# 奈拉納級護航航空母艦
奈拉納級護航航空母艦（Nairana-class escort carrier）是英國皇家海軍在第二次世界大戰時第三批用商船改造的護航航空母艦，共建有三艘，分別是奈拉納號、溫德克斯號和坎帕尼亞號。

## 設計簡介
以活躍號護航航空母艦為藍本，在原本的船身上方加建封閉式飛機庫、鋼鐵製飛行甲板和艦橋以及防空武器。

## 實戰

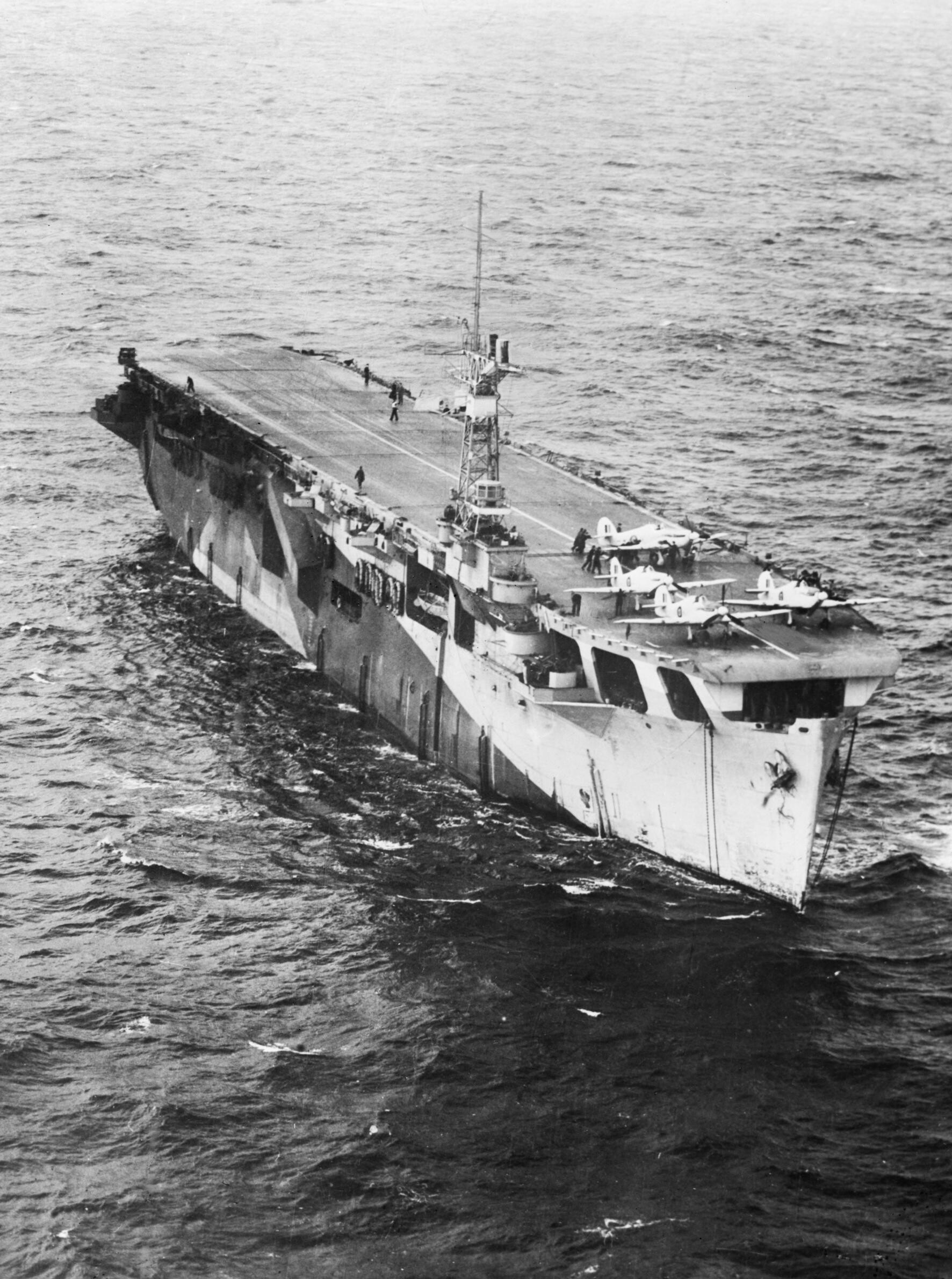
奈拉納號護航航空母艦

此三艦於1944年至1945年加入皇家海軍後皆用於北冰洋護航任務，保護運送同盟國援助蘇聯物資的貨船到摩爾曼斯克以支援德蘇戰場，它們主要是防備德國潛艇的進攻，也曾至少擊落了兩架德國空軍Fw 200偵察機。

## 載機
三艦早期載有6架海颶風戰鬥機和12架劍魚式魚雷轟炸機。
後來改為12架劍魚魚雷機和12架美製F4F野貓式戰鬥機。

## 基本資料
- 全長:159.7米
- 艦闊:20.7米
- 吃水:5.8米
- 基本排水量:15,892噸
- 滿載排水量:19,896噸

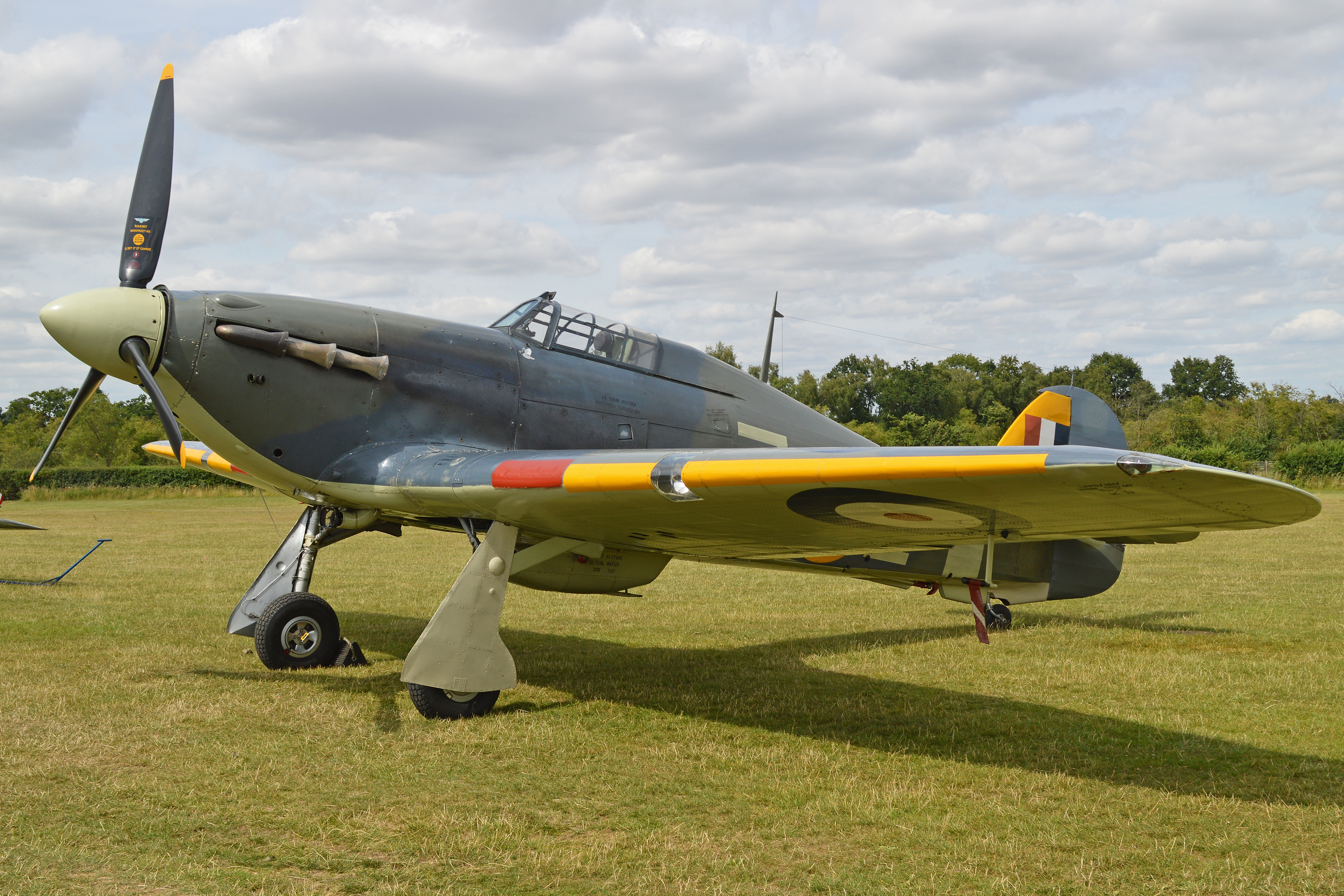
海颶風戰鬥機

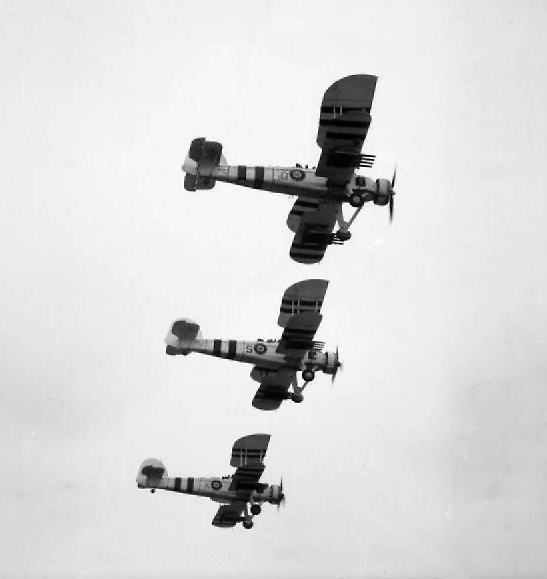
劍魚式魚雷轟炸機

- 動力:2部總馬力10,700匹馬力柴油發動機
- 最快航速:16節
- 航程:13,200海里(16節)
- 武裝:1座102毫米口徑防空高射炮+4門四聯裝兩磅機炮+8門20毫米口徑機炮
- 乘員:728人
- 艦載機:18架至24架艦載機

## 結局

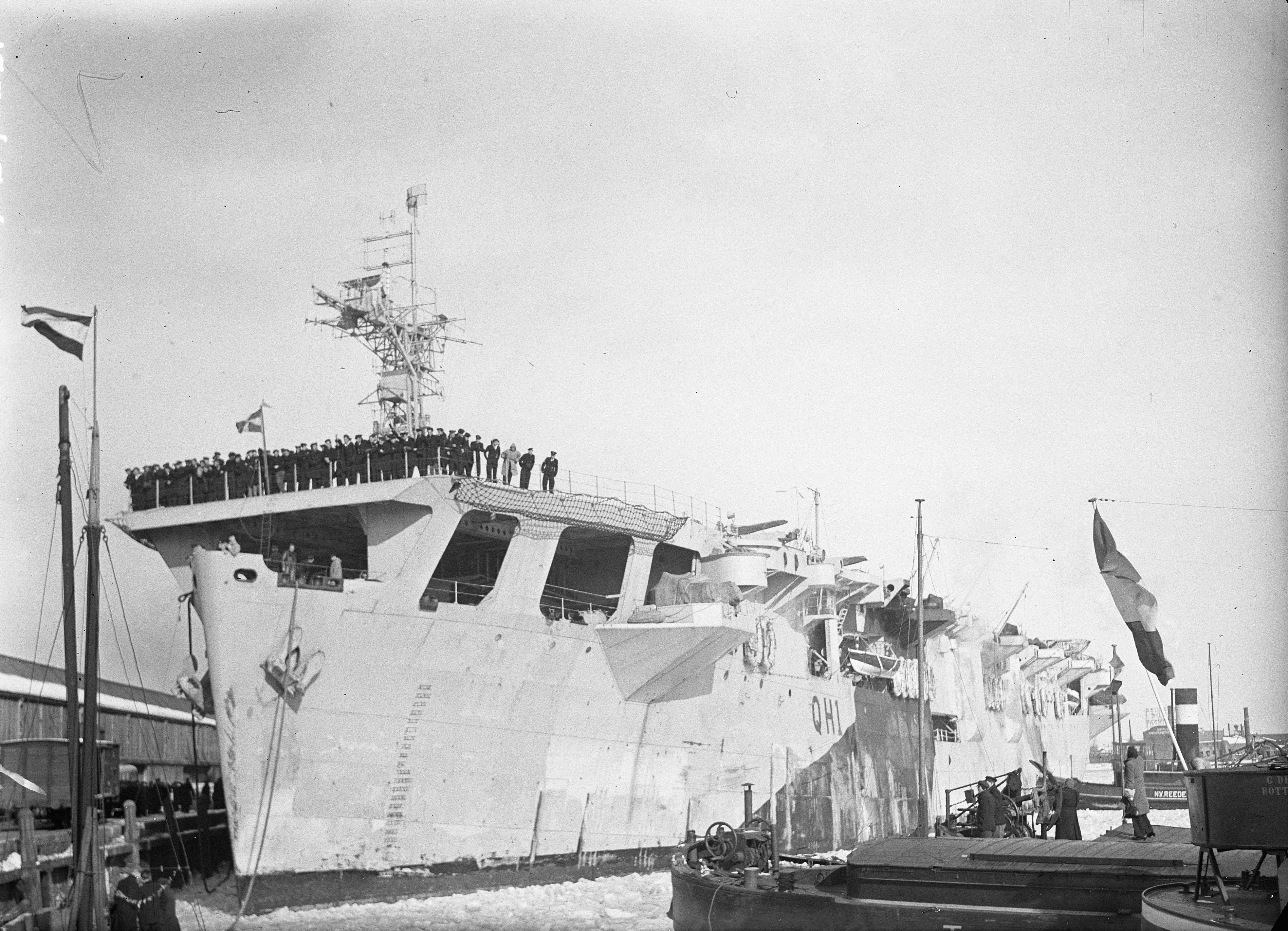
1946年至1948年間，奈拉納號被租借給荷蘭並改名為「HNLMS Karel Doorman」

奈拉納：於1946年租借給荷蘭並改名為「HNLMS Karel Doorman」至1948年，之後變回一般商船直至1971年退役被拆毀。
溫德克斯：於1947年變回運送冷藏食物的商船，退役後於1971年8月在台灣被拆毀。
坎帕尼亞：於1952年退役，1955年在布莱斯被拆毀。

## 使用國家
- 英国
- 荷蘭